# Francesco Ortu
Francesco Ortu (Foggia, 20 dicembre 1977) è un karateka italiano.

## Palmarès
- Campionati italiani:

9 (1999, 2000, 2001, 2002, 2003, 2004, 2005, 2006 e 2007)
- Europei

2 (2005 e 2007).
- Mondiali

5 medaglie (Campionati del Mondo del 1998 e del 2000- Campionati del mondo universitari 1998 e 2000 - World Games ad Akita (JPN)2001].